# 深州市
深州市（しんしゅう-し）は中華人民共和国河北省衡水市に位置する県級市。

## 歴史
987年（雍熙4年）、北宋により設置された静安県を前身とする。静安県は深州州治とされたが、1369年（洪武2年）に明代により廃止となり、管轄区域は深州直轄とされた。
中華民国が成立すると1913年（民国2年）の州制廃止に伴い深州は深県と改められ、直隷省范陽道（翌年保定道と改称）の管轄とされた。1928年（民国17年）に河北省直轄、1937年（民国26年）には第9行政督察区（後に第10行政督察区に改編）された。
1938年（民国27年）、中華民国臨時政府（後に汪兆銘政権に合流し華北政務委員会と改称）が成立すると河北省が設置され、1945年（民国34年）に汪兆銘政権が崩壊するまで保定道、真定道の管轄とされた。
これとは別に日中戦争期間中は中国共産党の抗日拠点とされ、1938年（民国27年）5月には共産党が主導する晋察冀辺区政府冀中政治主任公署一専署の管轄地域とされ、1940年（民国29年）1月には深南県及び深北県に分割、同年6月には両県は冀中行署七専署に移管された。1942年（民国31年3月には冀中行署六専署に深束県を新設、1944年（民国33年）6月には深南県・深北県も冀中行署六専署に移管された。1945年（民国34年）3月、深南県・深南県が統合され深県となり、更に8月には深束県が廃止となりその行政区画は深県に編入された。その後は1946年（民国35年）5月に冀中行署十一専署、1949年（民国38年）8月に河北省衡水専区の管轄とされた。
中華人民共和国成立後の1952年11月、深県は石家荘専区の管轄とされたが、1960年3月に石家荘市、1961年5月に石家荘専区、1962年7月に衡水地区に移管された。1994年7月4日、深県が県級市の深州市に改編、1996年には地級市の衡水市成立に伴い衡水市の管轄とされ現在に至る。

## 行政区画
- 鎮:深州鎮、唐奉鎮、辰時鎮、楡科鎮、魏家橋鎮、大堤鎮、前磨頭鎮、王家井鎮、護駕遅鎮、大屯鎮、高古荘鎮、北渓村鎮、大馮営鎮
- 郷:兵曹郷、穆村郷、東安荘郷、喬屯郷